# Copa Davis de 2013
A Copa Davis de 2013 (2013 Davis Cup by BNP Paribas) é a 102ª edição da principal competição do tênis masculino. Teve início em 1º de fevereiro e sua final será em 17 de novembro. No grupo mundial, 16 equipes disputam o título.

## Grupo Mundial
| Equipes Participantes | Equipes Participantes | Equipes Participantes | Equipes Participantes |
| Alemanha              | Argentina             | Áustria               | Bélgica               |
| Brasil                | Canadá                | Cazaquistão           | Croácia               |
| Espanha               | Estados Unidos        | França                | Israel                |
| Itália                | Tchéquia              | Sérvia                | Suíça                 |
| --------------------- | --------------------- | --------------------- | --------------------- |

### Jogos
|  |                                               |                                  |                                        |                                        |   |                                      |                                     |                                 |  |  |                                |                                |                                |  |  |                           |                           |                           |
|  | Primeira fase 1 a 3 de fevereiro              | Primeira fase 1 a 3 de fevereiro | Primeira fase 1 a 3 de fevereiro       |                                        |   | Quartas de final 5 a 7 de abril      | Quartas de final 5 a 7 de abril     | Quartas de final 5 a 7 de abril |  |  | Semifinais 13 a 15 de setembro | Semifinais 13 a 15 de setembro | Semifinais 13 a 15 de setembro |  |  | Final 15 a 17 de novembro | Final 15 a 17 de novembro | Final 15 a 17 de novembro |
|  | Primeira fase 1 a 3 de fevereiro              | Primeira fase 1 a 3 de fevereiro | Primeira fase 1 a 3 de fevereiro       |                                        |   | Quartas de final 5 a 7 de abril      | Quartas de final 5 a 7 de abril     | Quartas de final 5 a 7 de abril |  |  | Semifinais 13 a 15 de setembro | Semifinais 13 a 15 de setembro | Semifinais 13 a 15 de setembro |  |  | Final 15 a 17 de novembro | Final 15 a 17 de novembro | Final 15 a 17 de novembro |
|  | Vancouver, Canadá – duro (coberto)            |                                  |                                        |                                        |   |                                      |                                     |                                 |  |  |                                |                                |                                |  |  |                           |                           |                           |
|  |                                               |                                  |                                        |                                        |   |                                      |                                     |                                 |  |  |                                |                                |                                |  |  |                           |                           |                           |
|  | 1                                             | Espanha                          | 2                                      |                                        |   |                                      |                                     |                                 |  |  |                                |                                |                                |  |  |                           |                           |                           |
|  | 1                                             | Espanha                          | 2                                      | Vancouver, Canadá – duro (coberto)     |   |                                      |                                     |                                 |  |  |                                |                                |                                |  |  |                           |                           |                           |
|  |                                               | Canadá                           | 3                                      |                                        |   |                                      |                                     |                                 |  |  |                                |                                |                                |  |  |                           |                           |                           |
|  |                                               | Canadá                           | 3                                      |                                        |   | Canadá                               | 3                                   |                                 |  |  |                                |                                |                                |  |  |                           |                           |                           |
|  | Turim, Itália – saibro (coberto)              |                                  |                                        |                                        |   | Canadá                               | 3                                   |                                 |  |  |                                |                                |                                |  |  |                           |                           |                           |
|  |                                               |                                  |                                        | Itália                                 | 1 |                                      |                                     |                                 |  |  |                                |                                |                                |  |  |                           |                           |                           |
|  | 7                                             | Croácia                          | 2                                      | Itália                                 | 1 |                                      |                                     |                                 |  |  |                                |                                |                                |  |  |                           |                           |                           |
|  | 7                                             | Croácia                          | 2                                      |                                        |   | Belgrado, Sérvia – saibron (coberto) |                                     |                                 |  |  |                                |                                |                                |  |  |                           |                           |                           |
|  |                                               | Itália                           | 3                                      |                                        |   |                                      |                                     |                                 |  |  |                                |                                |                                |  |  |                           |                           |                           |
|  |                                               | Itália                           | 3                                      |                                        |   | Canadá                               | 2                                   |                                 |  |  |                                |                                |                                |  |  |                           |                           |                           |
|  | Charleroi, Bélgica – saibro (coberto)         |                                  |                                        |                                        |   | Canadá                               | 2                                   |                                 |  |  |                                |                                |                                |  |  |                           |                           |                           |
|  |                                               |                                  | 4                                      | Sérvia                                 | 3 |                                      |                                     |                                 |  |  |                                |                                |                                |  |  |                           |                           |                           |
|  | 4                                             | Sérvia                           | 4                                      | Sérvia                                 | 3 | 3                                    |                                     |                                 |  |  |                                |                                |                                |  |  |                           |                           |                           |
|  | 4                                             | Sérvia                           | Boise, Estados Unidos – duro (coberto) |                                        |   | 3                                    |                                     |                                 |  |  |                                |                                |                                |  |  |                           |                           |                           |
|  |                                               | Bélgica                          | 2                                      |                                        |   |                                      |                                     |                                 |  |  |                                |                                |                                |  |  |                           |                           |                           |
|  |                                               | Bélgica                          | 2                                      |                                        | 4 | Sérvia                               | 3                                   |                                 |  |  |                                |                                |                                |  |  |                           |                           |                           |
|  | Jacksonville, Estados Unidos – duro (coberto) |                                  |                                        |                                        | 4 | Sérvia                               | 3                                   |                                 |  |  |                                |                                |                                |  |  |                           |                           |                           |
|  |                                               |                                  | 6                                      | Estados Unidos                         | 1 |                                      |                                     |                                 |  |  |                                |                                |                                |  |  |                           |                           |                           |
|  | 6                                             | Estados Unidos                   | 6                                      | Estados Unidos                         | 1 | 3                                    |                                     |                                 |  |  |                                |                                |                                |  |  |                           |                           |                           |
|  | 6                                             | Estados Unidos                   |                                        |                                        |   | 3                                    | Praga, Rep. Tcheca – duro (coberto) |                                 |  |  |                                |                                |                                |  |  |                           |                           |                           |
|  |                                               | Brasil                           | 2                                      |                                        |   |                                      |                                     |                                 |  |  |                                |                                |                                |  |  |                           |                           |                           |
|  |                                               | Brasil                           | 2                                      |                                        | 4 | Sérvia                               | 2                                   |                                 |  |  |                                |                                |                                |  |  |                           |                           |                           |
|  | Rouen, França – duro (coberto)                |                                  |                                        |                                        | 4 | Sérvia                               | 2                                   |                                 |  |  |                                |                                |                                |  |  |                           |                           |                           |
|  |                                               |                                  | 2                                      | Chéquia                                | 3 |                                      |                                     |                                 |  |  |                                |                                |                                |  |  |                           |                           |                           |
|  |                                               | Israel                           | 2                                      | Chéquia                                | 3 | 0                                    |                                     |                                 |  |  |                                |                                |                                |  |  |                           |                           |                           |
|  |                                               | Israel                           | Buenos Aires, Argentina – saibro       |                                        |   | 0                                    |                                     |                                 |  |  |                                |                                |                                |  |  |                           |                           |                           |
|  | 5                                             | França                           | 5                                      |                                        |   |                                      |                                     |                                 |  |  |                                |                                |                                |  |  |                           |                           |                           |
|  | 5                                             | França                           | 5                                      |                                        |   | 5                                    | França                              | 2                               |  |  |                                |                                |                                |  |  |                           |                           |                           |
|  | Buenos Aires, Argentina – saibro              |                                  |                                        |                                        |   | 5                                    | França                              | 2                               |  |  |                                |                                |                                |  |  |                           |                           |                           |
|  |                                               |                                  | 3                                      | Argentina                              | 3 |                                      |                                     |                                 |  |  |                                |                                |                                |  |  |                           |                           |                           |
|  |                                               | Alemanha                         | 3                                      | Argentina                              | 3 | 0                                    |                                     |                                 |  |  |                                |                                |                                |  |  |                           |                           |                           |
|  |                                               | Alemanha                         |                                        |                                        |   | 0                                    | Praga, Rep. Tcheca – duro (coberto) |                                 |  |  |                                |                                |                                |  |  |                           |                           |                           |
|  | 3                                             | Argentina                        | 5                                      |                                        |   |                                      |                                     |                                 |  |  |                                |                                |                                |  |  |                           |                           |                           |
|  | 3                                             | Argentina                        | 5                                      |                                        |   | 3                                    | Argentina                           | 2                               |  |  |                                |                                |                                |  |  |                           |                           |                           |
|  | Astana, Cazaquistão – saibro (coberto)        |                                  |                                        |                                        |   | 3                                    | Argentina                           | 2                               |  |  |                                |                                |                                |  |  |                           |                           |                           |
|  |                                               |                                  |                                        | Chéquia                                | 3 |                                      |                                     |                                 |  |  |                                |                                |                                |  |  |                           |                           |                           |
|  |                                               | Áustria                          | 1                                      | Chéquia                                | 3 |                                      |                                     |                                 |  |  |                                |                                |                                |  |  |                           |                           |                           |
|  |                                               | Áustria                          | 1                                      | Astana, Cazaquistão – saibro (coberto) |   |                                      |                                     |                                 |  |  |                                |                                |                                |  |  |                           |                           |                           |
|  | 8                                             | Cazaquistão                      | 3                                      |                                        |   |                                      |                                     |                                 |  |  |                                |                                |                                |  |  |                           |                           |                           |
|  | 8                                             | Cazaquistão                      | 3                                      |                                        |   | 8                                    | Cazaquistão                         | 1                               |  |  |                                |                                |                                |  |  |                           |                           |                           |
|  | Genebra, Suíça – duro (coberto)               |                                  |                                        |                                        |   | 8                                    | Cazaquistão                         | 1                               |  |  |                                |                                |                                |  |  |                           |                           |                           |
|  |                                               |                                  | 2                                      | Chéquia                                | 3 |                                      |                                     |                                 |  |  |                                |                                |                                |  |  |                           |                           |                           |
|  |                                               | Suíça                            | 2                                      | Chéquia                                | 3 | 2                                    |                                     |                                 |  |  |                                |                                |                                |  |  |                           |                           |                           |
|  |                                               | Suíça                            |                                        |                                        |   |                                      |                                     |                                 |  |  |                                |                                |                                |  |  |                           |                           |                           |
|  | 2                                             | Chéquia                          | 3                                      |                                        |   |                                      |                                     |                                 |  |  |                                |                                |                                |  |  |                           |                           |                           |
|  | 2                                             | Chéquia                          | 3                                      |                                        |   |                                      |                                     |                                 |  |  |                                |                                |                                |  |  |                           |                           |                           |

### Campeão
| Copa Davis de 2013           |
| ---------------------------- |
| REP. TCHECA Campeã 3º título |

## Grupos regionais

### Repescagem
As partidas da repescagem aconteceram entre os dias 13 e 15 de setembro, entre os perdedores da 1ª rodada do Grupo Mundial e os vencedores do Grupo I dos zonais continentais.
| Local     | Time 1        | Placar | Time 2      |
| --------- | ------------- | ------ | ----------- |
| Madri     | Espanha       | 5 x 0  | Ucrânia     |
| Groninga  | Países Baixos | 5 x 0  | Áustria     |
| Umag      | Croácia       | 1 x 4  | Reino Unido |
| Neuchâtel | Suíça         | 4 x 1  | Equador     |
| Ulm       | Alemanha      | 4 x 1  | Brasil      |
| Varsóvia  | Polônia       | 1 x 4  | Austrália   |
| Antuérpia | Bélgica       | 3 x 2  | Israel      |
| Tóquio    | Japão         | 3 x 2  | Colômbia    |

### Zona das Américas
| Grupo I - Chile - Colômbia - Equador - República Dominicana - Uruguai | Grupo II - Barbados - El Salvador - Guatemala - Haiti - México - Peru - Porto Rico - Venezuela | Grupo III - Aruba - Bahamas - Bolívia - Costa Rica - Honduras - Jamaica - Panamá - Paraguai - Trinidad e Tobago - Ilhas Virgens Americanas |

### Zona da Ásia/Oceania
| Grupo I - Austrália - China - Taipé Chinês - Índia - Indonésia - Japão - Coreia do Sul - Uzbequistão | Grupo II - Líbano - Nova Zelândia - Kuwait - Síria - Paquistão - Filipinas - Sri Lanka - Tailândia | Grupo III - Camboja - Hong Kong - Irã - Emirados Árabes Unidos - Malásia - Omã - Oceania-Pacífico - Síria - Vietnã | Grupo IV - Bahrein - Bangladesh - Quirguistão - Iraque - Jordânia - Mianmar - Qatar - Singapura - Turcomenistão |

### Zona da Europa/África
| Grupo I Cabeças de chave: 1. Rússia 2. Suécia 3. África do Sul 4. Países Baixos Demais times: - Dinamarca - Reino Unido - Polônia - Romênia - Eslováquia - Eslovênia - Ucrânia | Grupo II - Benim - Bielorrússia - Bósnia e Herzegovina - Bulgária - Chipre - Estônia - Finlândia - Hungria - Irlanda | - Letônia - Luxemburgo - Lituânia - Moldávia - Mónaco - Portugal - Tunísia | Grupo III/Europa - Albânia - Andorra - Armênia - Azerbaijão - Geórgia - Grécia - Islândia - Macedônia - Malta - Montenegro - Noruega - São Marinho - Turquia | Grupo III/África - Argélia - Camarões - Congo - Costa do Marfim - Egito - Gabão - Gana - Quênia - Madagáscar - Marrocos - Nigéria - Ruanda - Zâmbia - Zimbábue |